# Motorola 68020

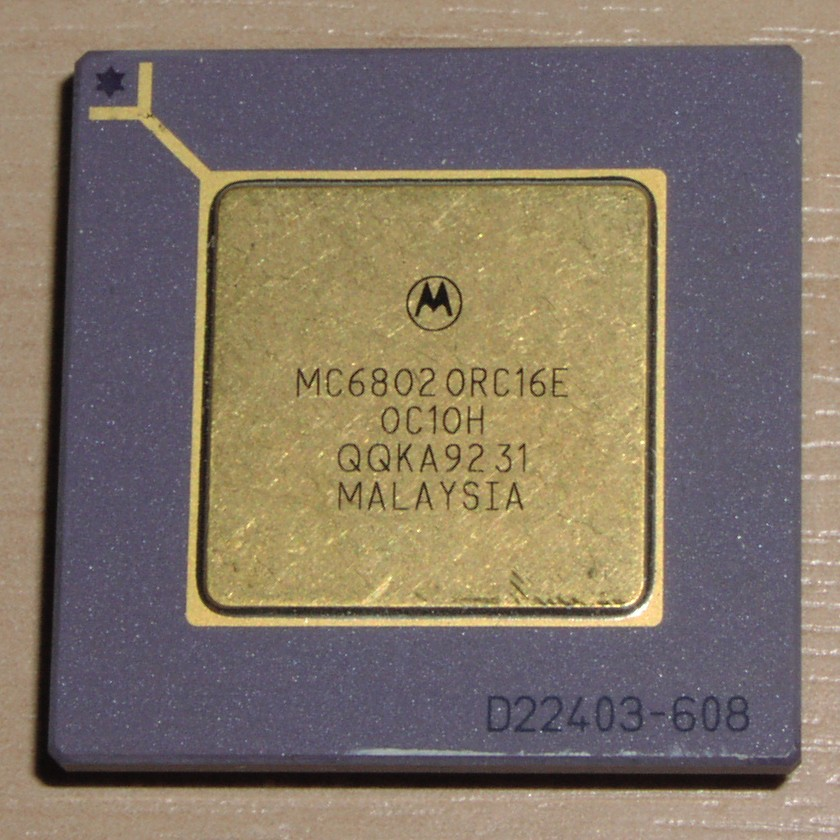
Motorola 68020

Motorola 68020 je 32bitový mikroprocesor architektury CISC z řady 680x0, který vyráběla firma Motorola. Jejím předchůdcem byl procesor Motorola 68010, další procesor v řadě se jmenoval Motorola 68030.
Motorola 68020, která obsahovala 190 000 tranzistorů, byla použita v mnoha modelech osobních (domácích) počítačů Amiga a Apple Macintosh II.
Motorola 68EC020 je laciným mikroprocesorem z řady Motorola 680x0. Hlavním rozdílem mezi originálním procesorem 68020 a touto ořezanou variantou je implementace horší 24bitové adresové sběrnice, která dovolovala adresovat pouze 16 MB RAM paměti.
Procesor 68EC020 byl použit jako hlavní CPU v populárním domácím počítači Amiga 1200.